# Monument (álbum)
Monument (en ruso: Монумент) es el tercer álbum de estudio de la banda bielorrusa de post-punk Molchat Doma. Fue lanzado el 13 de noviembre de 2020 a través de Sacred Bones Records, su primer lanzamiento con el sello después de firmar con ellos en enero de 2020. Fue grabado en su ciudad natal Minsk en medio de la pandemia de COVID-19, que causó la cancelación de su gira 2020 previamente planificada. Los sencillos «Не смешно» (No divertido), «Дискотека» (Discoteca) y «Ответа нет» (No respuesta) fueron lanzados en promoción del álbum. Monument recibió críticas positivas de los críticos y entró en algunas listas de Billboard de Estados Unidos, incluyendo Top Album Sales en el número noventa y siete, y World Albums en el número doce.

## Antecedentes

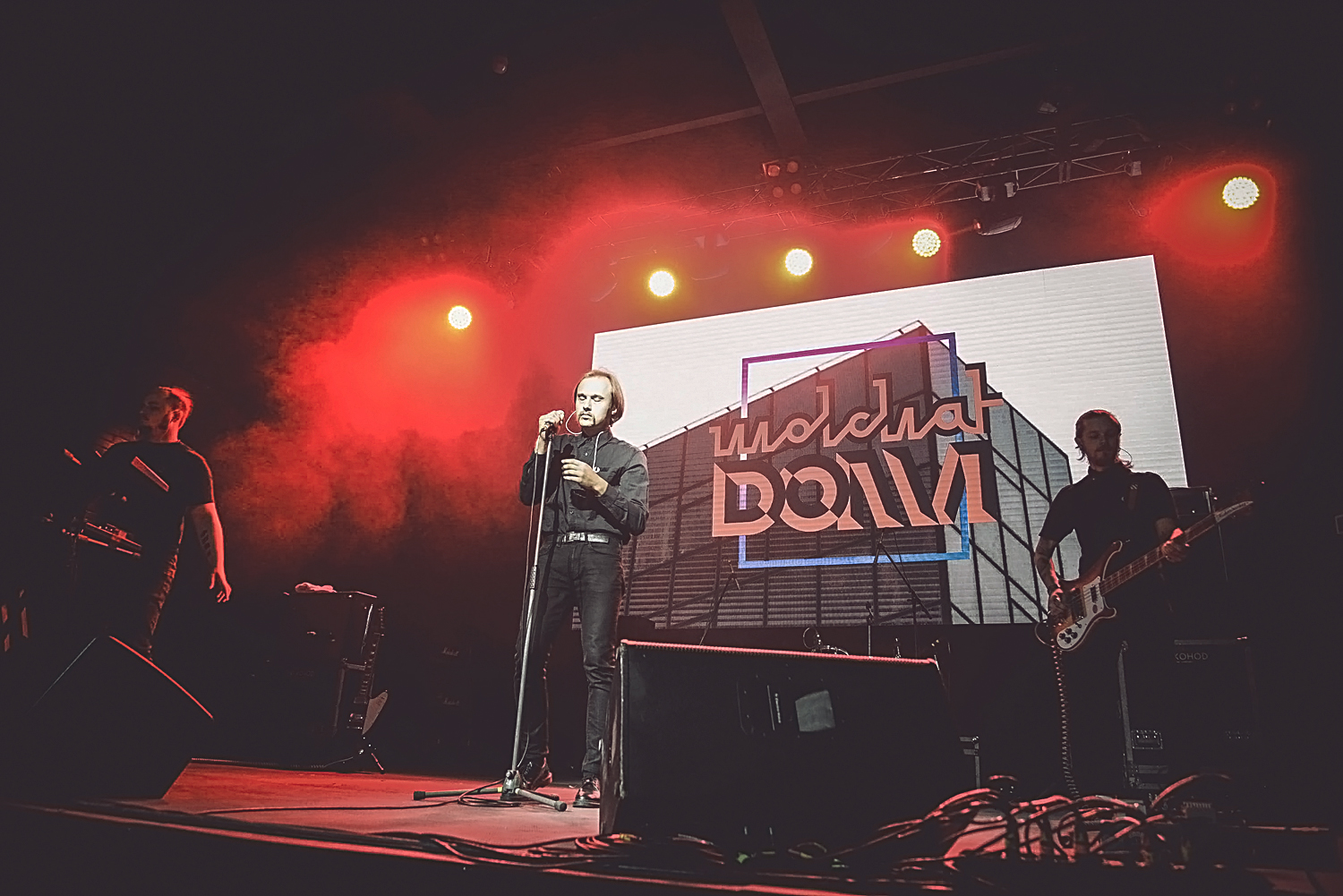
Molchat Doma (imagen) durante un concierto en San Petersburgo, Rusia en 2020.

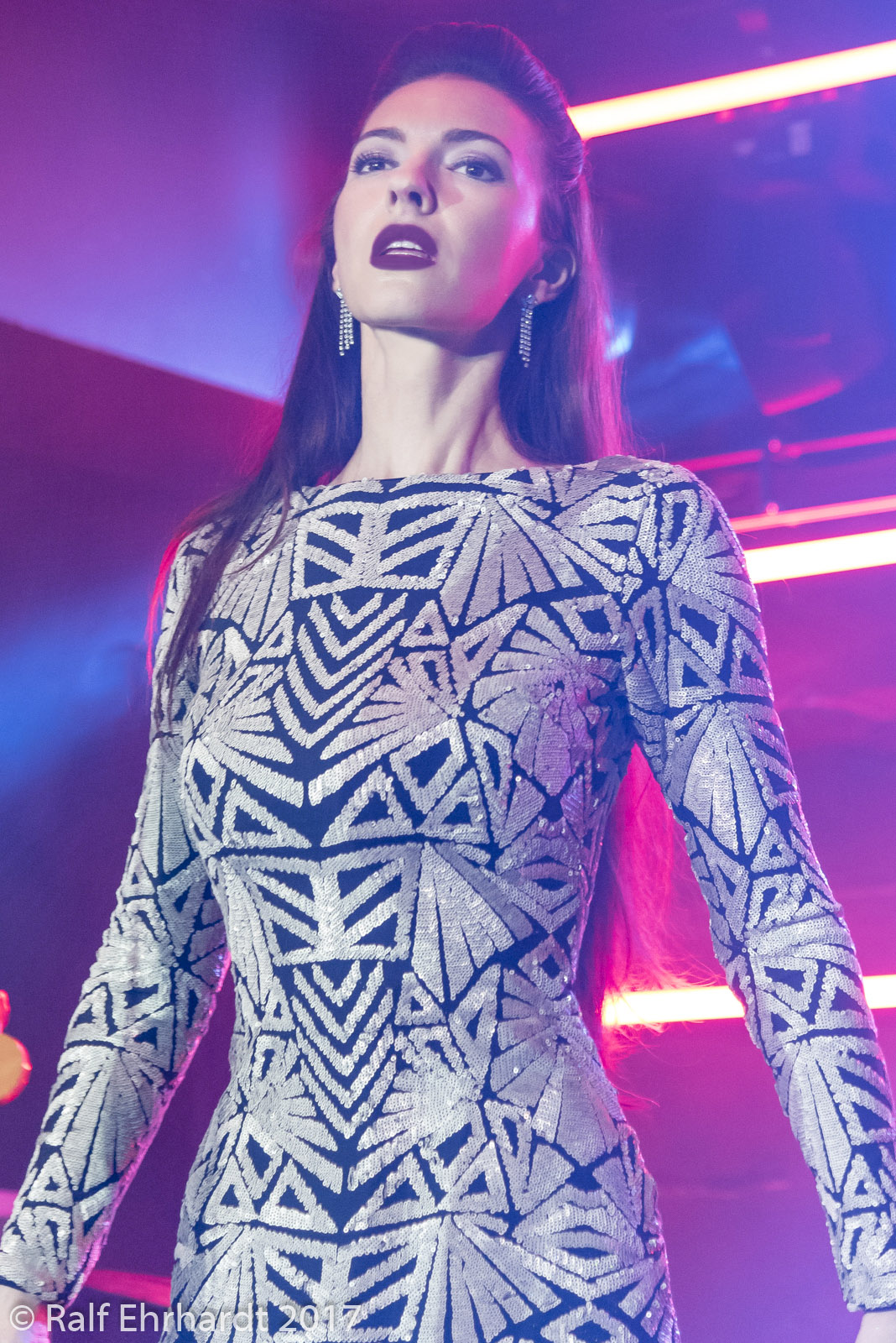
Chrysta Bell (imagen) habría participado en la primera gira en Norteamérica de Molchat Doma antes de que se grabara Monument.

El segundo álbum de estudio de Molchat Doma, Etazhi (Pisos), fue lanzado en septiembre de 2018. A lo largo del año siguiente, el álbum ganó popularidad lentamente en YouTube a través de una transmisión no oficial del álbum, que ganó aproximadamente dos millones de visualizaciones antes de ser eliminado debido a un aviso de derechos de autor, así como recomendaciones y listas de reproducción en la plataforma. Durante la gira en 2019, la banda interpretó las canciones entonces no grabadas «Не смешно» (No es divertido) y «Ответа нет» (Sin respuesta), las cuales aparecerían más tarde en Monument.
La banda más tarde firmó con el sello discográfico independiente estadounidense Sacred Bones Records en enero de 2020. Casi al mismo tiempo, una de las canciones de Etazhi, «Судно (Борис Рыжий)» comenzó a ganar popularidad en la plataforma para compartir videos TikTok como resultado de que se usa con frecuencia como música de fondo en videos en la plataforma;  esto haría que la canción finalmente alcanzara el número dos en la lista mundial Viral 50 de Spotify y el número uno en la lista Viral 50 de los Estados Unidos. Molchat Doma estaba listo para realizar una gira por América del Norte, junto con la cantante y compositora estadounidense Chrysta Bell, en 2020, pero se vieron obligados a posponer las fechas de su gira cuando la pandemia de COVID-19 había afectado gravemente al continente. Mientras se aislaban en su ciudad natal de Minsk debido a la gravedad de la pandemia, comenzaron a grabar un nuevo álbum.

## Promoción y lanzamiento

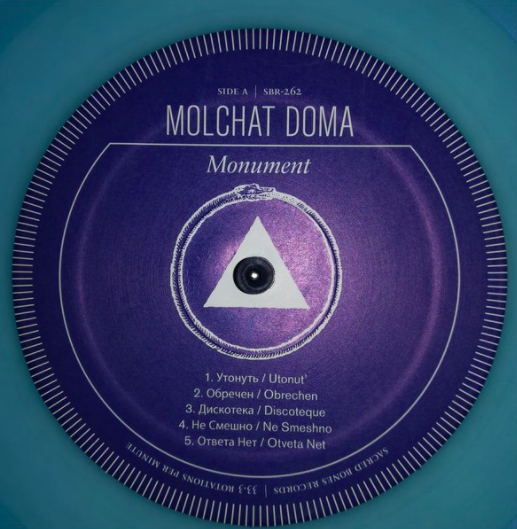
LP de edición ilimitada (versión estadounidense)

Monument fue anunciado oficialmente como el tercer álbum de estudio de Molchat Doma el 15 de septiembre de 2020. El mismo día, lanzaron el primer sencillo del álbum, «Не смешно». Un video musical de la canción fue lanzado el 29 de septiembre. Un segundo sencillo del álbum, «Дискотека» (Discoteca), fue lanzado el 14 de octubre, con un video musical que también fue lanzado el mismo día.  El tercer y último sencillo de prelanzamiento para el álbum, «Ответа нет» fue lanzado el 29 de octubre, con un video lírico acompañante también siendo lanzado para él. La banda también interpretó la canción en vivo en el programa de entrevistas nocturno ruso Evening Urgant.
Monument fue lanzado el 13 de noviembre de 2020 a través de Sacred Bones Records, el primer lanzamiento de la banda a través del sello. Recibió lanzamientos en plataformas digitales para descarga y streaming, así como lanzamientos físicos. Recibió lanzamientos estándar como un CD, casete y vinilo negro de 12 pulgadas.  El álbum también recibió múltiples lanzamientos exclusivos de vinilo. A través del sitio web de Sacred Bones, se puso a disposición un vinilo azul limitado a 2,000 copias, un vinilo «hielo azul» limitado a 1,000 copias y un vinilo azul con un empaque de lujo limitado a 400 copias. Los miembros del club record Society de Sacred Bones también pudieron pedir exclusivamente un vinilo «purple stardust» a través del sitio web. Las versiones exclusivas también fueron vendidas por Rough Trade en el Reino Unido como un vinilo de «salpicaduras negras y claras», ⁣ Newbury Comics en los Estados Unidos como un vinilo plateado, ⁣ y Seasick Records en los Estados Unidos como un vinilo de «polvo de estrellas azul».

## Recepción

### Crítica
Monument recibió críticas positivas de los críticos de música. En Metacritic, que asigna una calificación normalizada de 100 a las reseñas de publicaciones profesionales, el álbum recibió una puntuación promedio de 80, basada en 5 reseñas, lo que indica «críticas generalmente favorables». Paul Simpson de AllMusic sintió que Monument sonaba «más brillante y pulido» que Etazhi, así como «más abiertamente bailable que sus discos anteriores». Simpson declaró además que el álbum contenía «algunas de sus canciones más llenas de gancho hasta la fecha». Nick Soulsby de PopMatters escribió que «la virtud más clara del álbum es su precisión: nueve canciones, sin relleno, sin debilidades visibles: Monument es tan sólido como los monolitos a los que se aferra». 
Matt Cotsell de musicOMH elogió el título del álbum y las imágenes generales, y agregó que «Molchat Doma se está divirtiendo recuperando su herencia y demostrando ser más que un chip entretenido del viejo bloc».  Escribiendo para The Quietus, Laviea Thomas escribió que «de muchas maneras, Monument encapsula todo lo que Molchat Doma tiene para ofrecer», sintiendo que fue un final adecuado para un año exitoso para la banda que incluyó un fichaje por Sacred Bones Records y un aumento en sus reproducciones. Ashley Bardhan de Pitchfork sintió que las actuaciones del álbum sonaban «más seguras» con la música sonando «menos turbia», también elogiando la decisión de la banda de no «[complacer] a la audiencia atraída por su improbable avance en TikTok». 

### Comercial
En los Estados Unidos, Monument no logró entrar en el Billboard 200, la principal lista de álbumes para el país, aunque entró en otras listas de Billboard. En la lista Top Album Sales, que cuenta solo con las ventas de álbumes puros, el álbum entró en el número noventa y siete. En la lista World Albums, que clasifica los álbumes de música mundial más vendidos excepto Estados Unidos, el álbum entró en el número doce. Además, alcanzó el puesto número catorce en la lista Top Tastemaker Albums y el número veinte y uno en la lista Heatseekers Albums.

## Lista de canciones
Todas las letras están escritas por Egor Shkutko; toda la música está compuesta por Roman Komogortsev.
| N.º | Título               | Duración |  |
| 1.  | «Утонуть»            |          |  |
| 2.  | «Обречен»            |          |  |
| 3.  | «Дискотека»          |          |  |
| 4.  | «Не Смешно»          |          |  |
| 5.  | «Ответа Нет»         |          |  |
| 6.  | «Звезды»             |          |  |
| 7.  | «Удалил Твой Номер»  |          |  |
| 8.  | «Ленинградский Блюз» |          |  |
| 9.  | «Любить и Выполнять» |          |  |

## Créditos
Créditos adaptados de las notas del álbum.
| Molchat Doma - Egor Shkutko – voces - Roman Komogortsev – guitarra, sintetizador principal, programación de cajas de ritmos, mezcla, ingeniero de grabación, masterización, arreglos - Pavel Kozlov – bajo, sintetizador Otro personal - Kanaplev-Leydik – fotografía - Molchat Doma – concepto de arte de portada - Andrey Yakovlev – diseño de arte de portada | Equipo - Korg Mono/Poly - Korg Polysix - LEL-0041 - Linn LM-1 (samples only) - Minimoog Model D - Roland Alpha Juno-2 - Roland Juno-106 - Roland JX-3P - Yamaha DX7 |